# Époisses
Époisses is een gemeente in het Franse departement Côte-d'Or (regio Bourgogne-Franche-Comté) en telt 721 inwoners (1999). De plaats maakt deel uit van het arrondissement Montbard. De plaats is vooral bekend van de gelijknamige kaas en het grote kasteel.

## Geografie
De oppervlakte van Époisses bedraagt 21,5 km², de bevolkingsdichtheid is 33,5 inwoners per km².
De onderstaande kaart toont de ligging van Époisses met de belangrijkste infrastructuur en aangrenzende gemeenten.

## Demografie
Onderstaande figuur toont het verloop van het inwonertal (bron: INSEE-tellingen).

1. ↑  Populations de référence 2022.